# اثر نامطلوب
اثر نامطلوب، اثر زیانبار و نامطلوب ناشی از مصرف یک دارو، انجام یک عمل جراحی و یا هر نوع مداخله درمانی و پزشکی دیگر است. یک اثر نامطلوب، اثر سوء و ناخواسته‌ای است که از دریافت یک مداخله پزشکی به وجود می‌آید. هنگامی که اثر نامطلوب دارای اهمیت کمتری نسبت به اثر درمانی موردنظر تلقی شود؛ ممکن است عارضه جانبی نامیده شود. اگر اثر نامطلوب نتیجه تجویز مقدار ناصحیح مصرف و یا نحوه نادرست مصرف دارو باشد، به آن خطای پزشکی می‌گویند. گاهی با اصطلاح «مشکلات درمان‌زاد» به آثار نامطلوب اشاره می‌شود، زیرا درمان یا پزشک آن را ایجاد می‌کند. برخی از آثار نامطلوب تنها در زمان آغاز، افزایش و یا توقف درمان به وجود می‌آیند. آثار نامطلوب همچنین ممکن است با مداخله از طریق دریافت دارونما به وجود آیند که در این صورت به آن‌ها اثر نوسیبو (به انگلیسی: nocebo) گفته می‌شود. استفاده از یک مداخله پزشکی که با توجه به شرایط و وضعیت بیمار، دارای ویژگی ضد-اندیکاسیون و منع مصرف باشد؛ خطر (ریسک) بروز آثار نامطلوب را افزایش می‌دهد.
آثار ناخواسته و نامطلوب ممکن است باعث بروز پیچیدگی و دشواری شرایط بیمار یا رویه درمانی شوند و بر روند درمان و نتیجه مورد انتظار از آن (پیش‌آگهی)، اثر سوء داشته باشند. همچنین، ممکن است به ناسازگاری با یک رژیم درمانی خاص یا عدم پیروی بیمار از دستورهای دارویی یا درمانی منجر شوند. آثار نامطلوب درمان‌های پزشکی در سال ۲۰۱۳ در سراسر جهان باعث ۱۴۲٬۰۰۰ مورد مرگ شدند و عامل ۹۴٬۰۰۰ مورد مرگ در سال ۱۹۹۰ در دنیا بوده‌اند. 
نتایج زیانبار معمولاً با بروز نتایجی مانند بیماری، مرگ، تغییر در وزن بدن، تغییر در میزان آنزیم‌ها، از دست دادن عملکرد یا کارایی یا تغییر آسیب‌شناختی (پاتولوژیک) شناسایی شده در سطح میکروسکوپی، ماکروسکوپی یا فیزیولوژیک نمایان می‌شوند. همچنین، پیامدهای مضر ممکن است با علائمی که بیمار از وجود آن‌ها خبر می‌دهد، شناسایی شوند. آثار نامطلوب ممکن است تغییری قابل بازگشت یا غیرقابل بازگشت ایجاد کنند که ممکن است شامل افزایش یا کاهش حساسیت فرد در برابر مواد شیمیایی دیگر، غذاها و یا فرایندهای دیگر مانند برهم‌کنش داروها باشد.
دشواری و میزان زیاد آثار نامطلوب ناشی از مصرف یک دارو ممکن است قابلیت تحمل آن را کاهش دهد و به خروج بیماران مشارکت‌کننده در کارآزمایی بالینی آن دارو یا توقف مصرف آن از سوی بیماران منجر شود.